# Adenophorus epigaeus
Adenophorus epigaeus är en stensöteväxtart som först beskrevs av Luther Earl Bishop, och fick sitt nu gällande namn av Warren Herbert Wagner. Adenophorus epigaeus ingår i släktet Adenophorus och familjen Polypodiaceae. Inga underarter finns listade.